# Фернанда Торес
Фернанда Пињеиро Монтеиро Торес (порт. Fernanda Pinheiro Monteiro Torres; рођена 15. септембра 1965) је бразилска глумица и књижевница, позната по својим комичним и драмским улогама. Рођена у Рио де Жанеиру од глумаца Фернанда Тореса и Фернанде Монтенегро, добила је бројне награде, укључујући награду Канског фестивала за најбољу глумицу за филм Воли ме заувек или никад (1986).
За њену улогу Евниси Паиве у драмском филму Још сам ту (2024), Торес је постала први бразилска, јужноамеричка и португалска глумица која је освојила награду Златни глобус за најбољу глумицу у филму – драми. Такође је номинована и за Оскара, чиме је постала друга бразилска глумица која је номинована у овој категорији, након своје мајке.
Њен дебитантски роман, Крај, продат је у више од 200.000 примерака у Бразилу, преведен је на 7 других језика и адаптиран у минисерију.